# Bain & Company
Bain & Company es una firma global de consultoría estratégica con sede en Boston (Massachusetts). Provee servicios de consultoría a negocios, organizaciones sin ánimo de lucro y gobiernos, y es una de las tres firmas más prestigiosas de consultoría estratégica. Bain tiene 59 oficinas en 37 países y más de 12.000 empleados.
Bain & Company fue fundada en 1973 por William (Bill) Bain, un antiguo empleado de Boston Consulting Group. En 1984 Bain & Company segregó Bain Capital, con Mitt Romney como su primer CEO.
La cultura y el ambiente laboral de Bain & Company han derivado en el reconocimiento como "Mejor lugar para trabajar" por parte de Glassdoor en cuatro ocasiones (2012, 2014, 2017, 2019, 2021 y 2023).